# Humanos (Babylon 5)
Los humanos son una de las razas jóvenes protagónicas de la saga de ciencia ficción Babilonia 5 o Babylon 5, siendo su historia futura ficticia parte central de la misma. 

## Orígenes
Los humanos son la especia nativa del planeta Tierra, que para el siglo XXIII en que se desarrolla la serie es virtualmente la misma. Sin embargo los humanos tienen colonias en 23 planetas incluyendo Marte, Orión y Próxima 3.

## Gobierno
El gobierno terrestre es un sistema democrático durante la mayor parte de su historia, salvo durante la dictadura de Clark. Se trata de una democracia global fundada en el 2088 por todas las naciones de la Tierra luego de abolidas las Naciones Unidas. Su poder ejecutivo es el presidente electo democráticamente, su poder legislativo es el Senado Terrestre, y su poder judicial es la Suprema Corte de la Tierra. El ejército es denominado la Fuerza Terrestre. Aun así cada país preserva algún tipo de gobierno autónomo. 

## Historia
Los humanos contactaron extraoficialmente otras especies extraterrestres con los Vorlon –considerados ángeles por humanos primitivos- en tiempos antiguos, los Vree que chocaron en Roswell, Nuevo México, en 1947 y raptaban humanos para experimentos durante el siglo XX, y finalmente, el primer contacto oficial con los centauri en el siglo XXIII, quienes quizás por su similitud física desarrollaron una inmediata simpatía mutua, de ahí que humanos y centauri fuesen mutuamente amistosos, y los centauri entregaran a los humanos la tecnología de salto espacial para viajar rápidamente por el espacio. Poco después comienzan una guerra con los minbari por un error de comunicación cultural; los minbari en su primer encuentro con los humanos encendían sus armas como un saludo tradicional, que los humanos interpretaron como hostilidad dando comienzo así a una guerra en que los humanos no tenían posibilidad de ganar. Si bien los minbari se rinden cuando casi habían destruido la Tierra, quedaba claro que habían ganado la guerra. 
Para evitar que esto pasara, humanos y minbaris crearon la estación Babilonia, que buscaba precisamente servir de mediación entre los pueblos. Cuatro veces las estaciones babilonia fueron destruidas o saboteadas –una desapareció misteriosamente- y solo la quinta sobrevivió muchos años.

## Sociedad
Para el siglo XXIII no existe el machismo, la xenofobia, el racismo o la discriminación por motivos religiosos, y aunque nunca se menciona, se da por supuesto que tampoco la homofobia. Sin embargo persiste la discriminación contra la nueva clase de marginados sociales; los telépatas, que son controlados por el gobierno y maltratados por la sociedad. A diferencia de otras razas que no reprimen a sus telépatas, los telépatas humanos son severamente restringidos en el uso de sus poderes y son tratados como ciudadanos de segunda clase, siendo un simbolismo de otras clases de discriminación en la historia humana. 

## Religión
No existe ninguna religión dominante entre los humanos, aunque en el siglo XXIII siguen siendo practicadas normalmente las religiones tradicionales; el judaísmo, el cristianismo, el islamismo, el budismo y el hinduismo, así como otras muchas, y hay religiones nuevas como el fundacionismo al que pertenece uno de los personajes protagónicos de la serie. En diferentes ocasiones a la estación Babilonia 5 llegan pastores cristianos, monjes budistas, clérigos islámicos y rabinos juntos, haciendo suponer que las diferencias entre religiones han sido eliminadas. 

## Biología
La biología humana es virtualmente la misma. Existen especies mucho más fuertes físicamente que la humana; como los minbari y los narn, aunque también menos resistentes o adaptables al clima –como los minbari incapaces de soportar altas temperaturas. En todo caso los humanos son genéticamente incompatibles con casi todas las demás especies, los centauri a pesar de ser los físicamente más similares. Casualmente parecen ser solo compatibles con los minbari, y en circunstancias extremas. Esto porque el líder espiritual minbari Valen era un humano, el capitán Sinclair, que viajó en el tiempo al pasado y se modificó genéticamente con genes minbari para volverse uno. Valen se casó y tuvo hijos, por lo que un pequeño porcentaje de la población minbari tiene genes humanos. 
Otra diferencia es que hay una mayor proliferación de humanos telépatas en el siglo XXIII del universo Babilonia 5, siendo una notable minoría.